# 遡河魚

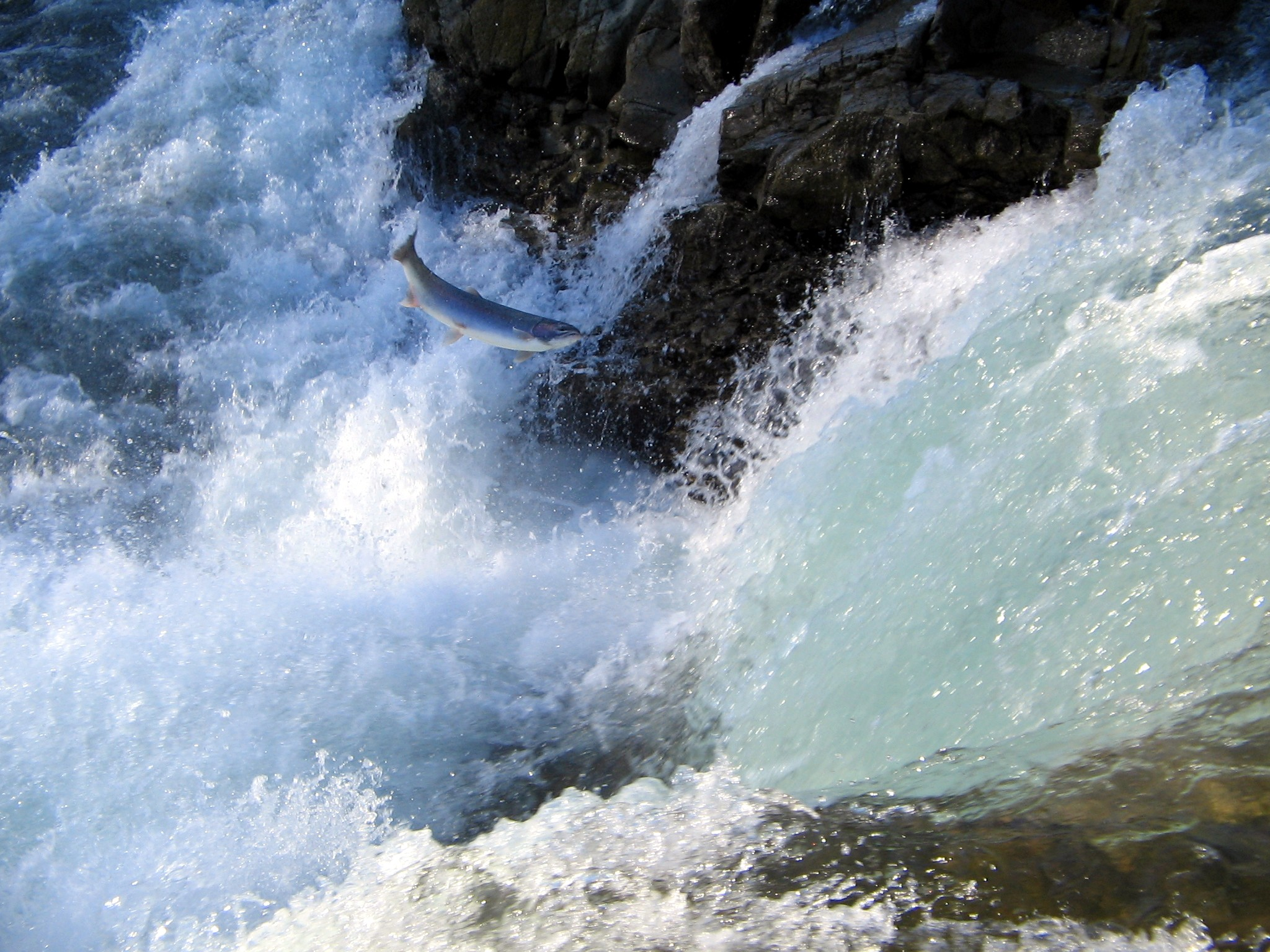
産卵のために河を遡るサケ

遡河魚（そかぎょ、英: anadromous fish）とは、産卵の時などに海から川へ登る回遊魚の総称である。

## 概要
代表的なものに、サケ・マス・アユがこれに含まれている。内分泌腺が海水と真水の浸透圧の差を克服するために働いていると考えられている。

## 塩分濃度と孵化率の関係
サケの卵は、1.0%の食塩水では97%が孵化するが、1.5%では45%、2.0%では1%しか孵化しないことが分かっている。また、マスノスケの稚魚は海水に耐えられないが、孵化の2ヶ月後には95%が生存可能となる。孵化したばかりの稚魚が体の表面をグアニン色素で覆い、脂肪含有率を低下させることで塩分の浸入に耐えられるようになると考えられている。

## 参考出典
- 『大日本百科事典 第11巻』【遡河魚】